# Шиман, Эдуард Густавович
Эдуард Густавович Шиман (нем. Eduard Schiemann, 14 мая 1885 — 16 марта 1942) — русско-немецкий художник-график, живописец и переводчик.

## Биография
Родился в семье немецкого коммерсанта. После смерти отца в 1905 году, вместе с матерью уехал в Германию. Учился как художник и график в техническом институте в  Карлсруэ, а затем с февраля 1906 года в Академии Художеств в Мюнхене. В 1908 году он познакомился с  Фанни цу Ревентлов. С 1909 года входил в междисциплинарную группу «Tat» (Дело) поэта, анархиста Эриха Мюзама. Был близок к кругу австрийского психоаналитика Отто Гросса, взбунтовавшегося ученика Зигмунда Фрейда, пациента Карла Густава Юнга поклонника Ницше. Многие из участников этого кружка в частности экспрессионист и дадаист Франц Юнг встретились позднее в послереволюционной Москве. В 1911 году Шиман разработал обложку альманаха «Синий всадник» (Der Blaue Reiter), но она была отвергнута Францем Марком. С 1913 года он начал переводить русскую литературу на немецкий язык.
Шиман был женат на Эльзе Шпехт, сестре учителя Минны Шпехт. 1 сентября 1916 года родился его сын Генрих.
Вернувшись в Москву, стал директором детской художественной школы[какой?]. В Москве он познакомился с Василием Кандинским, Владимиром Маяковским, Борисом Пастернаком и Виктором Шкловским. В ноябре — декабре 1917 года он участвовал в выставке «Бубнового валета».  
В 1917—1918 годах Шиман был женат на Антонине Гумилиной, художнице и поэтессе их круга Владимира Маяковского и Велимира Хлебникова. В 1918 году Антонина покончила с собой в состоянии наркотического опьянения. В 1919 году Шиман организовал «Посмертную выставку А. Гумилиной», которая считалась также "17-й государственной выставкой" и проходила в  «Витрине искусств»  на Тверской, 38. Там было представлено 73 картины художницы.
В 1920 году он присоединился к Профессиональная ассоциация визуальных художников и сделал имя для себя с . Он сделал линогравюры по рисункам Маяковского для окон «РОСТА». В 1920 году Шиман познакомился с Еленой Лисснер, с которой в 1921 году уехал в Прагу, а затем в Берлин. В Берлине Шиман приобрел  собственную студию и продолжал заниматься живописью.
Позднее состоял в браке с Еленой Шиман (урождённой ?), матерью их общего сына Александра. Постоянно работал в Советских профсоюзах, Коминтерне, а после возвращения в Советский Союз — до 1935 года и в Народном комиссариате тяжелой промышленности.
5 июля 1941 года Эдуард Шиман был арестован и обвинен в шпионаже. При аресте его социальное положение обозначено как "инвалид". Он умер в лагере в 1942 году.

## Переводы Эдуарда Шимана
Многочисленные переводы с русского на немецкий расположены в хронологическом порядке в соответствии с годом публикации:
- Tolstoj, Lev N. Kindliche Weisheit: Kleine dramat. Szenen a. d. Nachlaß / Übers. v. Eduard Schiemann. München, Leipzig: Hans Sachs-Verl., 1913
- Arcybasev, Michail. Eifersucht: Drama in fünf Akten / Einzige, berechtigte und autorisierte Übertragung aus d. Russischen von Eduard Schiemann. München, Berlin: G. Müller, 1914
- Arcybasev, Michail. Der Holzklotz und andere Novellen / Übertr. von Eduard Schiemann. München & Leipzig: G. Müller, 1914
- Schiemann, Eduard. Der letzte Schritt. Novellen vom Grafen A. N. Tolstoi. Einzig berechtigte und autorisierte Übertragung aus dem Russischen von Eduard Schiemann. Bd 1. München: G. Müller, 1914
- Vinnicenko, Volodomir. Ehrlich zu sich selbst: Roman / Übers. aus d. Kleinruss. von Eduard Schiemann. München: G. Müller, 1914
- Dybenko, Pavel. Die Rebellen: Erinnerungen aus der Revolutionszeit / Dt. von Eduard Schiemann. Hamburg: Carl Hoym Nachf. Louis Cahnbley, 1923
- Ivanov, Vsevolod. Farbige Winde: Erzählung / Dt. v. Eduard Schiemann. Umschlagzeichn. v. Karl Holtz. Hamburg: Carl Hoym Nachf. Louis Cahnbley, 1923
- Ivanov, Vsevolod. Panzerzug Nr. 14-69: Erzählung / Dt. v. Eduard Schiemann. Hamburg: Carl Hoym Nachf. Louis Cahnbley, 1923
- Libedinsky, Jurij. Eine Woche / Dt. v. Eduard Schiemann. Hamburg: Carl Hoym Nachf. Louis Cahnbley, 1923
- Lenin, Vladimir I. Briefe an Maxim Gorki 1908-1913. Hrsg./Bearb.: Kamenov, L.; Schiemann, Eduard. Wien, Leipzig: Verlag f. Literatur u. Politik (O. Klemm), 1924
- Reissner, Larissa. Die Front: 1918-1919 / Aus d. Russ. v. Eduard Schiemann. Wien: Verl. f. Lit. u. Politik, 1924
- Popov, Aleksandr. Der eiserne Strom: Roman / Übers. v. Eduard Schiemann. Berlin: Neuer deutscher Verl., 1925
- Saginian, Marietta. Mess Mend oder Die Yankees in Leningrad / Übers v. Eduard Schiemann. Berlin: Neuer deutscher Verlag, 1925_(Anmerkungen: [Nebst] Sonderh. u. d. T.: Marc, Ren. T.: Mess Mend d. Leiter d. dt. Tscheka)
- Bykow, P. M. Das Ende des Zarengeschlechts: die letzten Tage der Romanows; auf Grund unveröff. amtl. Dokumente dargest. / Übertr. aus d. Russ. v. Eduard Schiemann. Berlin: Neuer deutscher Verl., 1926
- Reissner, Larissa. Oktober: ausgewählte Schriften. Hrsg. und eingeleitet von Karl Radek. / Autorisierte Übers. aus dem Russ. von Eduard Schiemann. Berlin: Neuer Dt. Verl., 1926
- Trockij, Lev. Europa und Amerika: 2 Reden / Übertr. a.d. Russ. v. Eduard Schiemann. Berlin: Neuer Dt. Verl., 1926
- Serafimovic, Aleksandr. Der eiserne Strom: Roman aus d. russ. Revolution 1917 / Übertr. v. Eduard Schiemann. Berlin: Universum-Bücherei für alle, 1927
- Serafimovic, Aleksandr. [d.i. Aleksandr Serafimovic Popov vereint mit Aleksandr Sergeevic Neverov d.i. Alexander Sergeevic Skrobelev]: Der eiserne Strom; Taschkent, die brotreiche Stadt / Aus d. Russ. übertr. von Eduard Schiemann. Berlin: Neuer Deutscher Verl., 1929
- Serafimovic, Aleksandr. Der eiserne Strom / Vereinigt mit Aleksandr Sergeevic Neverov: Taschkent, die brotreiche Stadt: [Roman] / Aus d. Russ. übertr. Von Eduard Schiemann. Berlin: Universum-Bücherei für Alle, 1929
- Neverov, Aleksandr. Taschkent, die brotreiche Stadt / Übers. von Maria Einstein. Vereinigt mit Aleksandr Serafimovic: Der eiserne Strom / Übers. von Eduard Schiemann. 2. durchges. Aufl. Berlin: Neuer Deutscher Verlag, 1929
- Fadejew, Alexander. Der letzte Udehe: Roman / Übers. aus d. Russ. v. Eduard Schiemann. Wien, Berlin: Verl. f. Lit. u. Politik, (1932)
- Ders.: Der letzte Udehe: Roman / Übers. v. Eduard Schiemann. Moskau: Verlagsgenossenschaft ausländ. Arbeiter in d. UdSSR, 1932
- Scholochow, Michail A. Neuland unterm Pflug: Roman / Einzig autoris. Übertr. aus d. Russ. v. Eduard Schiemann unter Red. v. Herwarth Walden. Zürich: Ring-Verl., 1933
- Furmanov, Dmitrij. Tschapajew: Roman / Übertr. v. Eduard Schiemann. Unter Red. v. Anne Bernfeld. Moskau; Leningrad: Verl.-Genossensch. Ausländ. Arbeiter in d. UdSSR, 1934
- Furmanov, Dmitrij. Tschapajew: Roman / Übertr. v. Eduard Schiemann. Unter Red. v. Anne Bernfeld. Zürich: Ring-Verl., 1934
- Scholochow, Michail. Neuland unterm Pflug: Roman / Einzige autor. übertr. aus d. Russ. von Eduard Schiemann. Moskau [usw.]: Verl.-Genossenschaft Ausländ. Arbeiter in d. UdSSR, 1934

## Адреса
- 1941 — Москва, Хохловский пер., 11, кв. 18[3].